# 背広三四郎 花の一本背負い
『背広三四郎 花の一本背負い』（せびろさんしろう はなのいっぽんしょうぶ）は、1961年3月12日に公開された日本映画。製作、配給は東宝。モノクロ、東宝スコープ。併映は「青い夜霧の挑戦状」（監督：古澤憲吾、主演：夏木陽介）。

## スタッフ
- 監督：岩城英二
- 製作：安達英三朗
- 脚本：吉田精弥
- 音楽：馬渡誠一
- 撮影：鈴木斌
- 美術：浜上兵衛
- 録音：矢野口文雄
- 照明：山口偉治
- 整音：宮崎正信

## キャスト
- 船山順一：船戸順
- 北川綾子：白川由美
- 岩井太郎：佐原健二
- 青木慶太：太刀川寛
- 春野冬子：柳川慶子
- 武田葉子：富士栄喜代子
- 武田康治：大沢健三郎
- 大野社長：有島一郎
- 村田販売部長：丘寵児
- 小田支店長：沢村いき雄
- 菊地販売課長：向井淳一郎
- 黒崎剛造：田武謙三
- 大川義男：土屋嘉男
- 石井先生：松山恵介
- 校長先生：熊谷二良
- 教頭先生：宮田洋容
- 大原老人：木田三千雄
- カメラ店主人：佐田豊
- 駒奴：北川町子
- 豆太郎：小桜京子
- おかみさん：若水ヤエ子

ほか